# Good Morning Revival
Good Morning Revival é o quarto álbum de estúdio da banda Good Charlotte e seguidor do álbum The Chronicles of Life and Death de 2004.
A data original de lançamento do álbum era junho de 2006. Então o Good Charlotte o adiou para outubro, e depois novamente para fevereiro de 2007. O vocalista Joel Madden disse em uma entrevista ao MuchMusic que o lançamento do álbum foi adiado novamente para 5 de março de 2007. Em dezembro de 2006, o website oficial da banda anunciava o lançamento para o dia 20 de março. Agora o mesmo website, anuncia a data 27 de março de 2007.
No website oficial do Good Charlotte, Benji Madden postou um vídeo e anunciou que a música "Keep Your Hands Off My Girl" seria divulgada no MySpace da banda. A música estreou em 22 de setembro de 2006 na internet e está disponível no MySpace da banda e no site oficial. Mais tarde, o clip para esta música foi divulgado no MySpace em 26 de outubro de 2006. O primeiro single do álbum, "The River", com participação do vocalista da banda Avenged Sevenfold, M. Shadows e o guitarrista Synyster Gates, apareceu na internet em 4 de janeiro de 2007. Em outros websites e lojas, a data de lançamento do Good Morning Revival está marcada para 19 de março de 2007
No dia 12 de março de 2007, o MySpace da Sony BMG australiana transmitiu o álbum e agora tem disponível as músicas "Misery e "Dance Floor Anthem" para download.
Em 14 de Março de 2007, o álbum vazou na internet. E um vídeo exclusivo de "Misery (Acoustic)" será incluído para os que comprarem o álbum via iTunes.

## Faixas
1. "Good Morning Revival!"
2. "Misery"
3. "The River" (com M. Shadows e Synyster Gates)
4. "Dance Floor Anthem"
5. "Keep Your Hands Off My Girl"
6. "Victims Of Love"
7. "Where Would We Be?"
8. "Break Her Heart"
9. "All Black"
10. "A Beautiful Place"
11. "Something Else"
12. "Broken Hearts Parade"
13. "March On"

### Faixa bônus
- "Face The Strange"
- "Keep Your Hands Off My Girl" (Broken Spindles Remix)

## Paradas
| Tabela (2007)                     | Posição |
| --------------------------------- | ------- |
| Argentina                         | 10      |
| ARIA                              | 5       |
| Áustria                           | 10      |
| Billboard 200                     | 7       |
| Billboard Comprehensive Albums    | 7       |
| Billboard European Top 100 Albums | 12      |
| Billboard Top Digital Albums      | 7       |
| Billboard Top Internet Albums     | 7       |
| Billboard Top Rock Albums         | 2       |
| Canadian Albums Chart             | 2       |
| Holanda                           | 58      |
| Estónia                           | 5       |
| Finlândia                         | 16      |
| França                            | 38      |

| Tabela (2007)     | Posição |
| ----------------- | ------- |
| Alemanha          | 10      |
| Grécia            | 8       |
| Hong Kong         | 4       |
| Hungria           | 33      |
| Irlanda           | 36      |
| Itália            | 32      |
| Japão             | 12      |
| México            | 6       |
| Nova Zelândia     | 2       |
| Suécia            | 23      |
| Suíça             | 7       |
| Tailândia         | 5       |
| Thai Albums Chart | 8       |
| UK Albums Chart   | 13      |